# The Volume of Self
The Volume of Self es el primer y único álbum de Twin Method, lanzado el 13 de junio de 2006

## Lista de canciones
1. "...And Yet Inside I'm Screaming" – 3:25
2. "Flawless" – 4:07
3. "Pedegree" – 3:52
4. "Defeated" – 3:55
5. "Stare Through Me" – 2:56
6. "Twelve" – 3:56
7. "The Abrasive" – 3:06
8. "All Becomes Clear" – 3:41
9. "Reality Check" – 3:16
10. "Fake" – 3:45
11. "Lost Signal" – 3:47
12. "I Live , I Smile, I Obey..." – 0:40

## Créditos
- Producido y mezclado por Logan Mader
- Coproducido por Twin Method
- Sonido diseñado por Logan Mader y Twin Method
- Productor ejecutivo Peter Tierney